# مو تشي هونغ
مو تشي هونغ (بالإنجليزية: Mo Zhi Hong)‏ (1973)؛ روائي نيوزيلندي.